# Zelus longipes

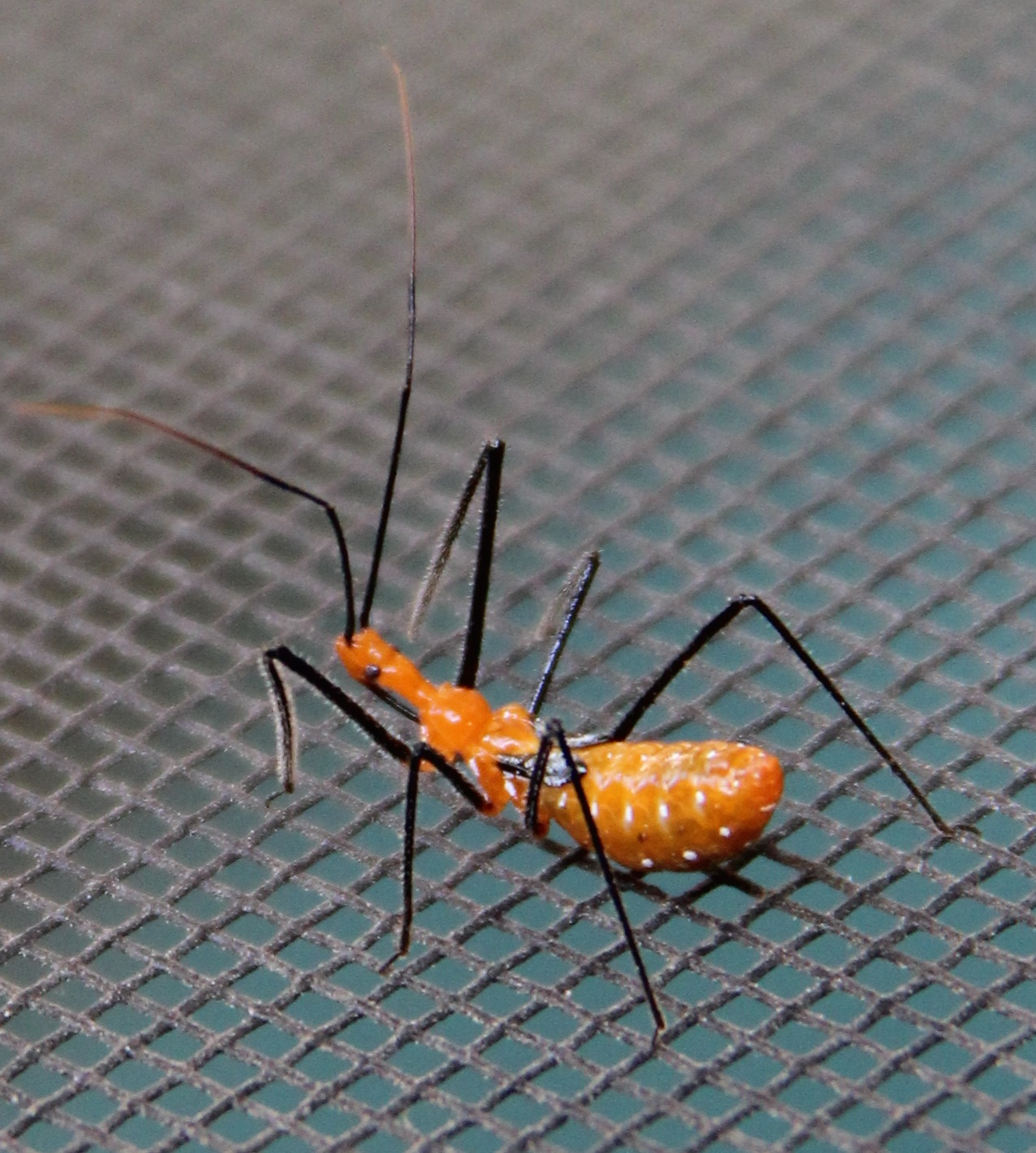
Nymphe von Zelus longipes

Zelus (Zelus) longipes ist eine Wanzenart aus der Familie der Raubwanzen (Reduviidae).

## Merkmale
Die Wanzen werden 14,5 bis 20 Millimeter lang, wobei die Weibchen größer als ihre männlichen Artgenossen werden. Die in den Vereinigten Staaten vorkommenden Wanzen sind orange-schwarz gefärbt. In anderen Regionen wie in der Karibik weist die Art andere Färbungen auf: orange-braun, braun-schwarz oder vollständig schwarz. Von anderen Arten der Gattung Zelus lässt sich Zelus longipes anhand folgender morphologischer Merkmale unterscheiden: Die Seiten des Halsschildes sind abgerundet. Die Unterseite der Wanzen variiert zwischen braun-rot und braun-schwarz. Die Paramere sind zylindrisch und lang.

## Verbreitung
Die Art kommt in der Nearktis und Neotropis vor. Sie ist im Süden der Vereinigten Staaten (südliche Atlantikküste, Golfküste, Arizona, Kalifornien) verbreitet. Das Verbreitungsgebiet umfasst außerdem Mittelamerika, die Westindischen Inseln und Südamerika mit Ausnahme von Chile.

## Lebensweise
Die Wanzen gelten als wichtige Nützlinge. Sie ernähren sich räuberisch von verschiedenen Gliederfüßern, die zum Teil als Agrarschädlinge betrachtet werden. Zu ihren Beutetieren gehören Schmetterlingslarven wie Spodoptera frugiperda und Uresiphita reversalis oder Blattläuse wie Diaphorina citri. Die Nymphen durchlaufen fünf Stadien bis zur erwachsenen Wanze. Gewöhnlich überwintern die erwachsenen Wanzen.

## Etymologie
Der Namenszusatz longipes leitet sich aus dem Lateinischen ab und bedeutet „langbeinig“. Im Englischen heißen die Wanzen auch Milkweed Assassin Bugs. Milkweed ist die englische Bezeichnung für Seidenpflanzen (Ascelepias).